# Elvio Pierich
Elvio Pierich (Gorizia, 29 gennaio 1951) è un ex cestista e allenatore di pallacanestro italiano.

## Carriera

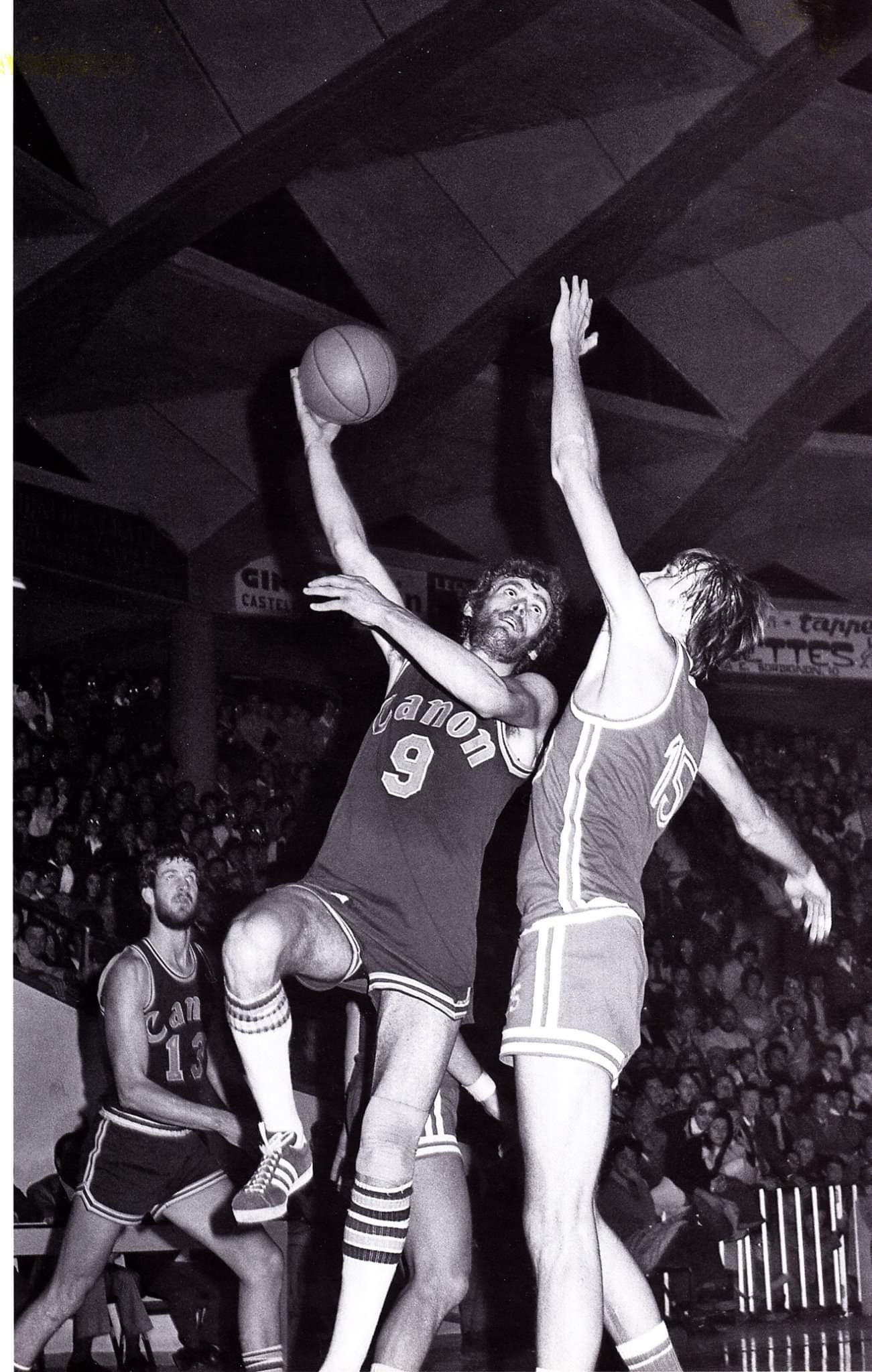
Elvio Pierich, specialista del gancio

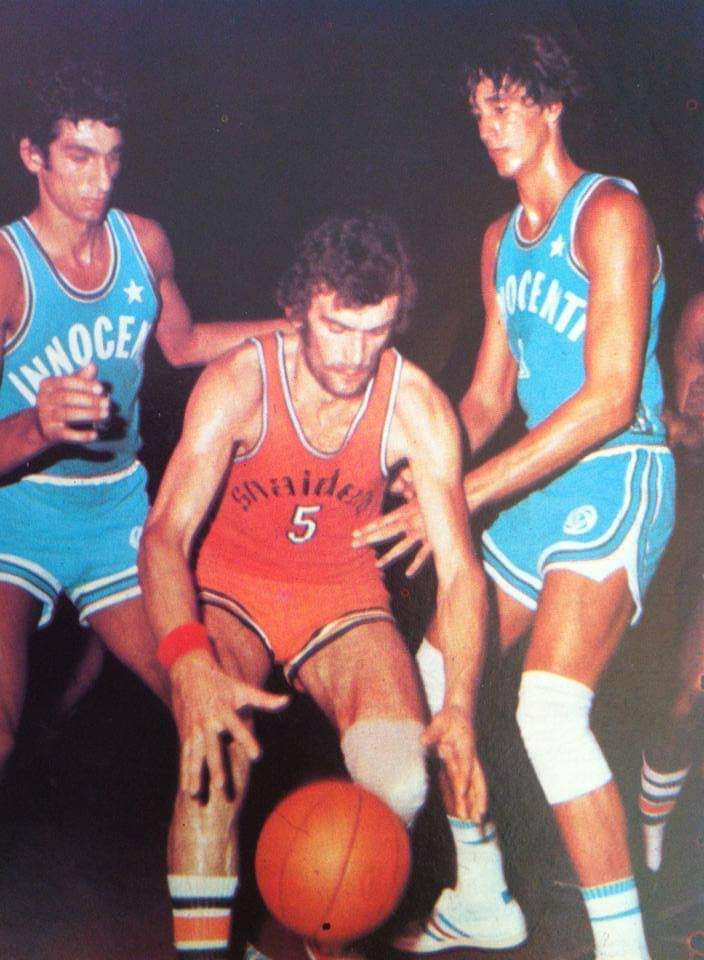
Pierich contrastato da Kim Hughes e Renzo Bariviera

Nato in Borgo Castello, iniziò a giocare nell'Unione Ginnastica Goriziana, esordendo diciottenne in prima squadra nella Serie A 1969-1970, campionato in cui la Splügen Brau Gorizia allenata da Jim McGregor chiuse penultima, retrocedendo. Nel campionato di serie B 1970-1971 Pierich fu il miglior marcatore della stagione, con una media di 21,5 punti a partita.
L'anno successivo svolse il servizio militare presso l'Aeronautica militare, giocando la Serie B 1971-1972 nelle Forze Armate Vigna di Valle e nel 1972 vinse con la Nazionale militare italiana il campionato mondiale militare di pallacanestro disputato a Udine.
Ritornato in Friuli, con la Splügen Brau Gorizia chiude in testa la classifica del girone A del campionato di Serie B 1972-1973, ma all'ultimo posto del girone finale. Nella stagione successiva, la Patriarca Gorizia termina al 4º posto del girone B.
Pierich venne ingaggiato dalla Snaidero Udine nella Serie A1 1974-1975, ma venne fatto giocare poco. Dopo aver vinto il bronzo ai Giochi del Mediterraneo 1975 ad Algeri con la Nazionale sperimentale, venne ceduto alla Reyer Venezia, fortemente voluto dall'allenatore Tonino Zorzi e scambiato per Daniele Milani. Dopo aver vinto la Serie A2 1975-1976, nel 1976-1977 (ultimo campionato giocato dalla Reyer nel Palazzetto della Scuola nuova di Santa Maria della Misericordia) terminò al 7º posto, restando fuori dalla poule scudetto per 2 punti; nella stessa stagione arrivò fino ai quarti di finale della Coppa Korać. Inaugurato il nuovo palazzetto dell'Arsenale, la Canon Venezia arrivò al 9º posto della Serie A1 1977-1978. Nella stagione 1978-1979 la Reyer arrivò all'11º posto in campionato a pari merito con la Scavolini Pesaro: allo spareggio salvezza la Canon Venezia perse a Bologna per 86-71 e venne retrocessa in A2. Nel 1979-1980 terminò al 5º posto, sfiorando di due punti il ritorno in serie A1. Nei cinque anni trascorsi alla Canon Venezia, Elvio Pierich collezionò 159 presenze, segnando 1530 punti e conquistando il primato reyerino di rimbalzi catturati in Serie A (939, di cui 313 rimbalzi offensivi e 626 difensivi), poi superato solo da Ratko Radovanović (1388) e Floyd Allen (1219).
Nel campionato 1980-1981 Pierich ritornò alla Tai-Ginseng Gorizia, che retrocedette in serie A2. Con il nuovo sponsor Fonte San Benedetto Gorizia vinse la Serie A 1981-1982. Nella Serie A1 1982-1983 chiuse la stagione regolare all'8º posto, raggiungendo i quarti di finale dei play-off. Nel campionato 1983-1984 il Gorizia chiuse all'ultimo posto, venendo retrocesso in A2. Nelle otto stagioni complessivamente giocate a Gorizia, Pierich collezionò 144 presenze.
Nell'estate 1984 Pierich viene ceduto all'OECE Pordenone, dove giocò due stagioni in serie B.
Nel 1985 si trasferì a Mirandola, dove venne ingaggiato nella Pico Basket sponsorizzata dalla Salumi Montorsi, che nel 1987-1988 ottenne la promozione prima in Serie C e poi in Serie B2 nel 1991-1992. Dopo aver chiuso la stagione 1992-1993 al 7º posto in B2, l'anno successivo retrocedette in Serie C e decise di smettere di giocare, rimanendo però nel palazzetto della città emiliana come allenatore fino al 1998, prima della Pico Basket e poi della Pallacanestro Primavera Mirandola. In seguito fu allenatore a Bancole di Porto Mantovano.
Trasmise la passione per la pallacanestro ai figli Davide e Simone, giocando quest'ultimo come ala anch'esso in Serie A e in nazionale.

### Nazionale
Il 18 maggio 1974 venne convocato nella nazionale italiana per l'amichevole contro l'Argentina (80-77), organizzata a Varese in vista della partecipazione alla coppa Decio Scuri (Coppa Europa per nazioni), trofeo poi vinto dall'Italia. Pierich segnò 14 punti, di cui 2 punti in Italia-Turchia del 29 maggio a Genova (95-63) e 12 punti in Italia-Germania del 7 giugno a Catania (62-53). Sempre nel 1974 viene insignito dal CONI con la medaglia di bronzo al valore atletico per aver disputato dieci incontri con la nazionale.
Nell'agosto 1975 vinse con la Nazionale sperimentale la medaglia di bronzo nel torneo di pallacanestro ai VII Giochi del Mediterraneo ad Algeri.
| Cronologia completa delle presenze e dei punti in Nazionale - Italia | Cronologia completa delle presenze e dei punti in Nazionale - Italia | Cronologia completa delle presenze e dei punti in Nazionale - Italia | Cronologia completa delle presenze e dei punti in Nazionale - Italia | Cronologia completa delle presenze e dei punti in Nazionale - Italia | Cronologia completa delle presenze e dei punti in Nazionale - Italia | Cronologia completa delle presenze e dei punti in Nazionale - Italia | Cronologia completa delle presenze e dei punti in Nazionale - Italia |
| Data                                                                 | Città                                                                | In casa                                                              | Risultato                                                            | Ospiti                                                               | Competizione                                                         | Punti                                                                | Note                                                                 |
| -------------------------------------------------------------------- | -------------------------------------------------------------------- | -------------------------------------------------------------------- | -------------------------------------------------------------------- | -------------------------------------------------------------------- | -------------------------------------------------------------------- | -------------------------------------------------------------------- | -------------------------------------------------------------------- |
| 18/05/1974                                                           | Varese                                                               | Italia                                                               | 80 - 77                                                              | Argentina                                                            | Amichevole                                                           | ?                                                                    |                                                                      |
| 22/05/1974                                                           | Atene                                                                | Grecia                                                               | 59 - 75                                                              | Italia                                                               |                                                                      | 0                                                                    | coppa Decio Scuri                                                    |
| 24/05/1974                                                           | Parigi                                                               | Francia                                                              | 63 - 73                                                              | Italia                                                               |                                                                      | 0                                                                    | coppa Decio Scuri                                                    |
| 26/05/1974                                                           | Leverkusen                                                           | Germania Ovest                                                       | 56 - 63                                                              | Italia                                                               |                                                                      | 0                                                                    | coppa Decio Scuri                                                    |
| 29/05/1974                                                           | Genova                                                               | Italia                                                               | 95 - 63                                                              | Turchia                                                              |                                                                      | 2                                                                    | coppa Decio Scuri                                                    |
| 31/05/1974                                                           | Varese                                                               | Italia                                                               | 88 - 72                                                              | Jugoslavia                                                           |                                                                      | 0                                                                    | coppa Decio Scuri                                                    |
| 02/06/1974                                                           | Vicenza                                                              | Italia                                                               | 59 - 53                                                              | Grecia                                                               |                                                                      | 0                                                                    | coppa Decio Scuri                                                    |
| 05/06/1974                                                           | Bologna                                                              | Italia                                                               | 74 - 51                                                              | Francia                                                              |                                                                      | 0                                                                    | coppa Decio Scuri                                                    |
| 07/06/1974                                                           | Catania                                                              | Italia                                                               | 62 - 53                                                              | Germania Ovest                                                       |                                                                      | 12                                                                   | coppa Decio Scuri                                                    |
| 09/06/1974                                                           | Ankara                                                               | Turchia                                                              | 57 - 63                                                              | Italia                                                               |                                                                      | 0                                                                    | coppa Decio Scuri                                                    |
| 24/08/1975                                                           | Algeri                                                               | Francia                                                              | 67 - 63                                                              | Italia                                                               | G. Mediterraneo                                                      | ?                                                                    | nazionale sperimentale                                               |
| 26/08/1975                                                           | Algeri                                                               | Algeria                                                              | 50 - 99                                                              | Italia                                                               | G. Mediterraneo                                                      | -                                                                    | nazionale sperimentale                                               |
| 27/08/1975                                                           | Algeri                                                               | Italia                                                               | 95 - 68                                                              | Egitto                                                               | G. Mediterraneo                                                      | -                                                                    | nazionale sperimentale                                               |
| 30/08/1975                                                           | Algeri                                                               | Spagna                                                               | 73 - 78                                                              | Italia                                                               | G. Mediterraneo                                                      | ?                                                                    | nazionale sperimentale                                               |
| Totale                                                               |                                                                      | Presenze                                                             | 14                                                                   |                                                                      | Punti                                                                | 14                                                                   |                                                                      |

## Palmarès

### Nazionale
- Coppa Decio Scuri: 1974
- Bronzo Giochi del Mediterraneo 1975

1975

### Nazionale militare
- Oro Campionati mondiali militari 1972

1972